# 鲁萨尔卡

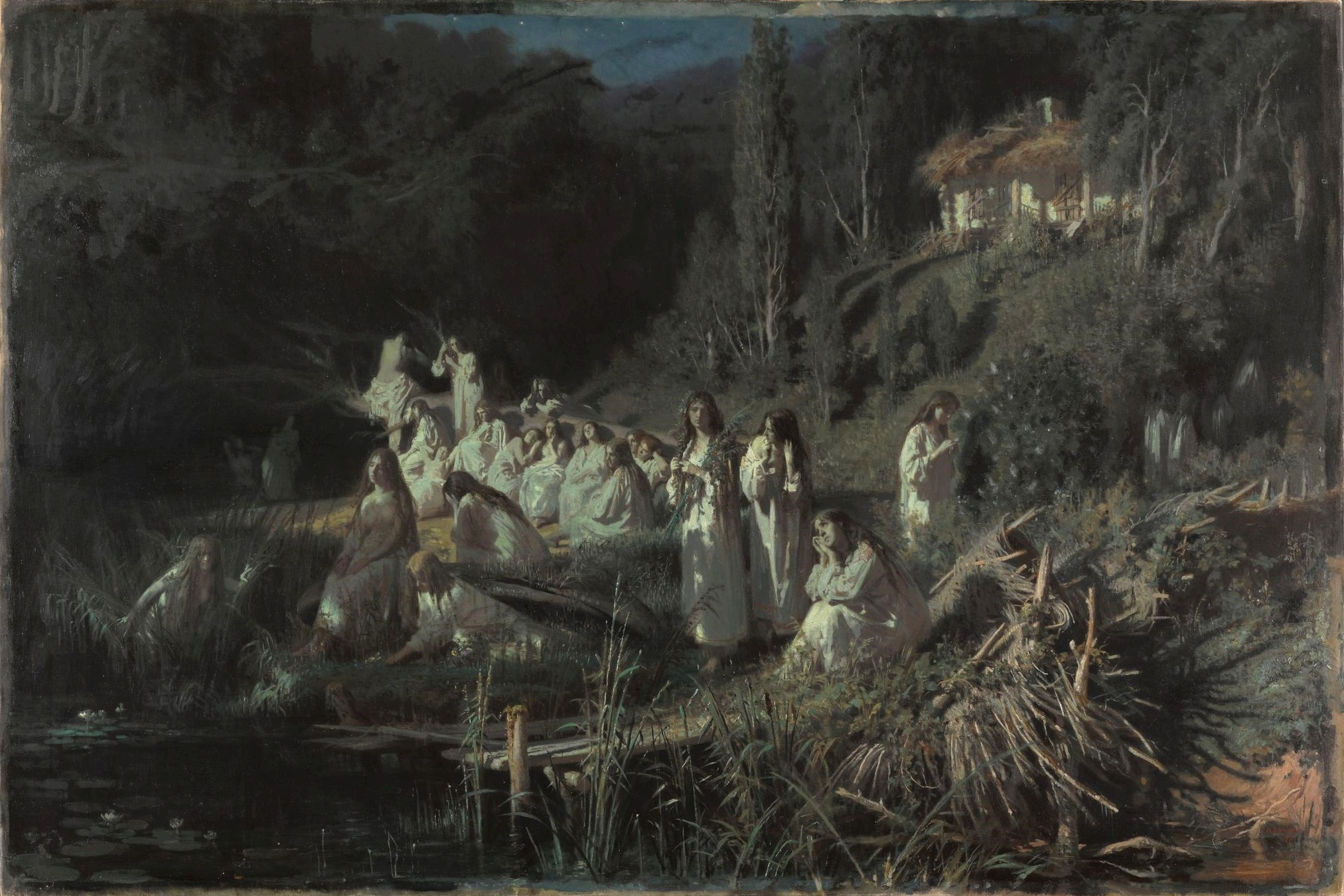
伊凡·克拉姆斯柯依"美人鱼" 1871年

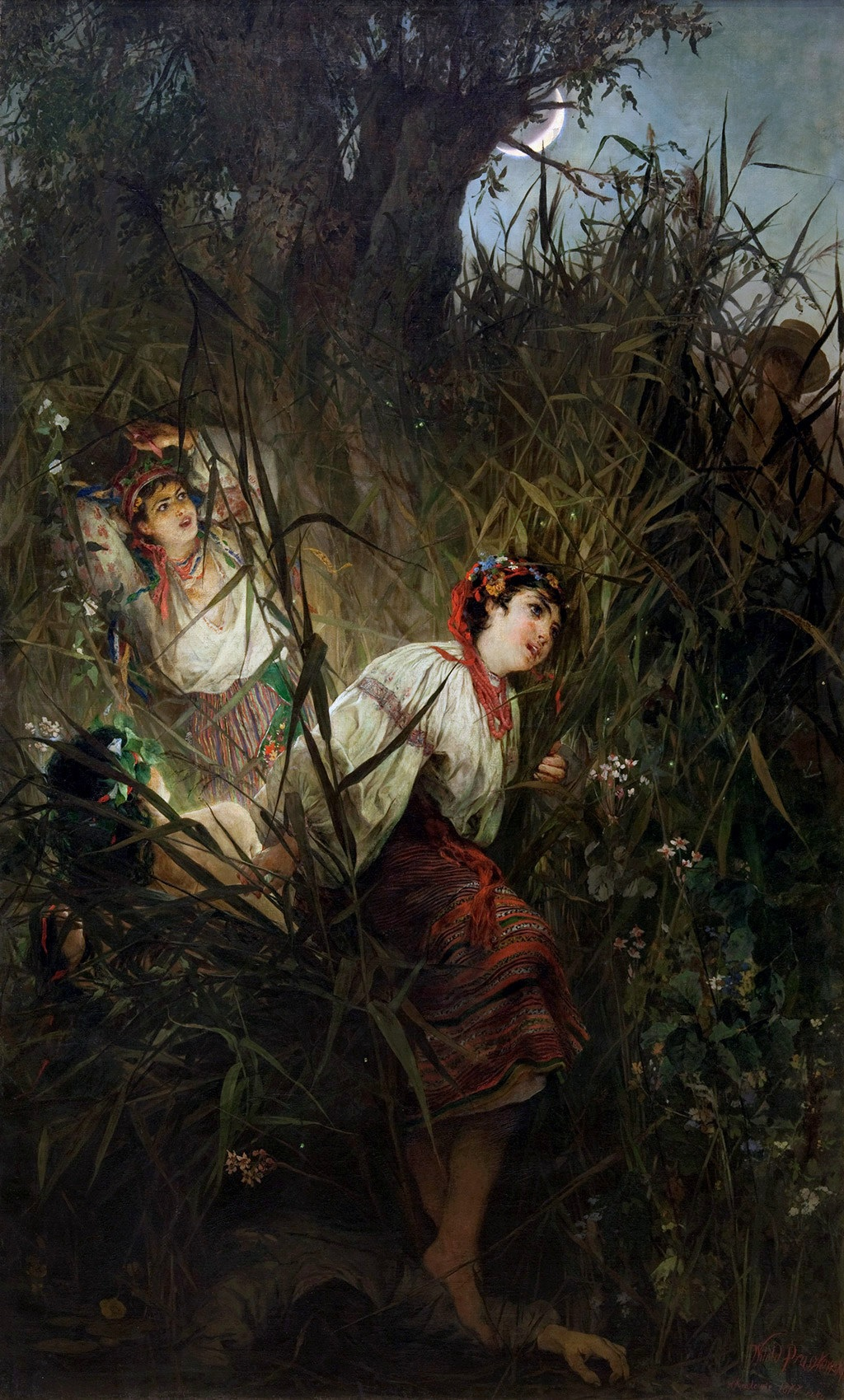
维托尔德·普鲁斯柯斯基 "鲁萨尔卡" 1877年

鲁萨尔卡（复数：鲁萨尔基，rusalki）是斯拉夫神话中一种女性鬼魂、水怪、女妖，或栖息在水中像美人鱼样的妖怪。其它名称还包括维拉（vila，复数：维莉,vily）、韦拉（wiła）、维列（willy,复数：维列斯,willies）、萨莫维拉（samovila）、萨莫蒂瓦（samodiva）、鲁萨弗卡（rusavka）及玛弗卡（mavka）。
根据大多数传说，鲁萨尔卡是住在河底的女人鱼，半夜时分会走上河岸的草地上跳舞。一旦看到英俊的男子，就会用歌声和舞蹈吸引他们，将他们迷惑后，带到河底杀死。

## 起源
在大多数版本中，鲁萨尔卡是一种不祥的借尸还魂。根据泽勒林的《俄罗斯民间信仰》一书描写，暴死与早逝，如：生前被恋人抛弃，或未婚先孕而自杀的年轻女子，它们的幽魂在一定时间后会重回大地。尤其在斯拉夫传说中，鲁萨尔卡是“早逝女孩的灵魂，它们会回到这个世界，并住在离生前和死亡时不远的地方”。
幽灵版的鲁萨尔卡是一种死于河中，或河流、湖泊附近的年轻女子，她们的灵魂会回到该河道来作祟。不死的鲁萨尔卡并不总是恶意的，一旦冤仇得到报复，她就会安静地消逝。
鲁萨尔卡也可能是死前尚未洗礼过的婴儿，往往是那些未婚先生，而后被溺死的婴儿，它们游荡在森林中，乞求受洗以便得到安乐。他们不一定天真无邪，一旦有人傻到想接近他们时，就会受到攻击。
在民间传说中，鲁萨尔卡也可以是有益的，他们有时认为，早死的年轻女孩能使未开垦的土地更肥沃，有利于作物生长。

## 描述
尽管鲁萨尔卡主要居住在水中，但夜晚会从水里出来，爬到树上，坐在那里唱歌，或坐在岸边梳理头发，或与其他鲁萨尔卡一起，在野地里跳圆圈舞（波兰语：korowody）。鲁萨尔卡被认为经常生活在群体中：
“维列斯通常是一小群住在近水野外的鲁萨尔卡。在那里，他们喜欢游泳、潜水、嬉闹，一起在湖泊、池塘、河流中玩耍，比赛推磨。居住于神秘之处的鲁萨尔卡，在重大节日中一起唱歌、跳舞，这就是她们的生活，这也是大多数年轻女孩想要的事情”。

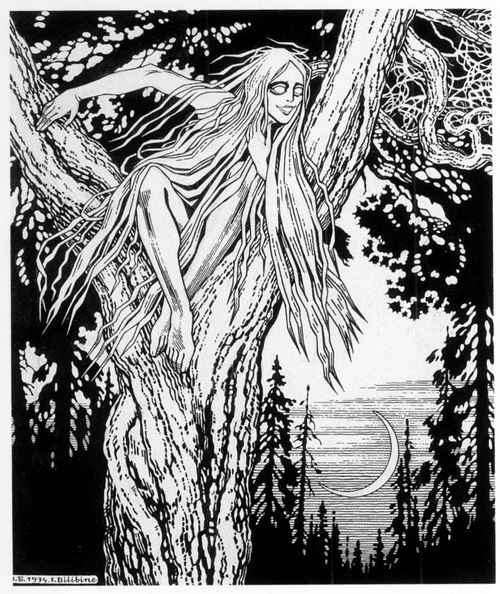
鲁萨尔卡,1934年,伊万·比利宾创作

在某些神话版本中，鲁萨尔卡被形容为眼光发绿、面容苍白、皮肤透明，毫无未成年人的样子。她们的头发有时也被说成是绿色或金黄色的，而且往往永远潮湿。鲁萨尔卡可能无法长时间呆在陆地上，但在岸上梳头是安全的，因为她们具备随时召唤水的能力。据一些传说讲，一旦鲁萨尔卡的头发变干，她就会死去。
鲁萨尔卡喜欢男人和孩子参加她们的游戏。通常，孩子们会被点缀着花蜜的水果篮引诱；而被勾引的男人却有可能死在她们的怀中。在某些版本中，听到她们笑声也会导致死亡。此外，他们主要吸引单身男人，会将他们挠痒致死
不同地区的鲁萨尔卡，在描述细节上有所不同。尽管大部分故事中，她们的共同特点是生活中都没有男人，但在乌克兰，她们经常与水联系在一起；在白俄罗斯，她们与森林和田野有关，那里土地肥沃，出现的鲁萨尔卡也都是裸身且美丽的。而俄罗斯一些地区则不同，她们似乎都是“大胸女武士”。通常情况下，北方地区的鲁萨尔卡形象丑陋，长发覆面。

## 鲁萨尔卡周

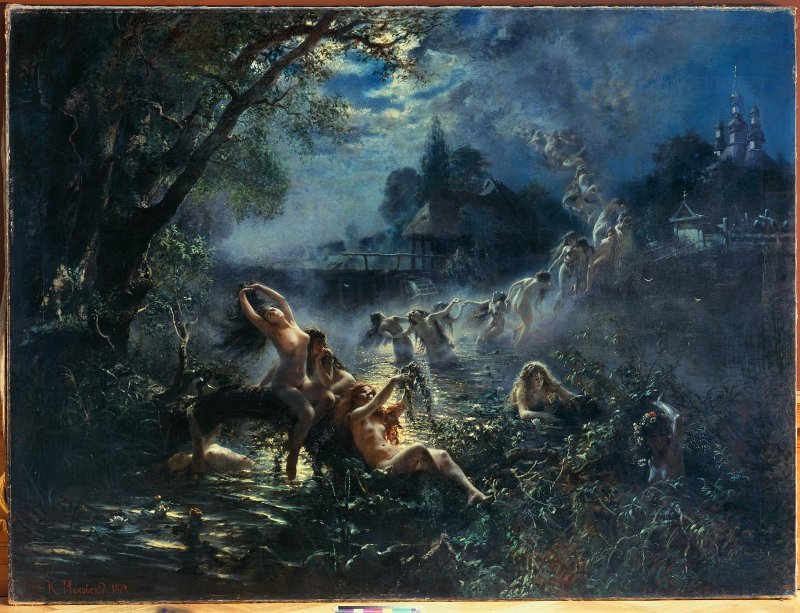
前面三位出水的美人鱼（马科夫斯基）

六月初的鲁萨尔卡周，是“鲁萨尔卡”最危险的时期。在这段时间，人们应远离夜晚桦树和柳树枝飘摆的深水旁。这一周游泳被严格禁止，以免美人鱼将游泳者拖入水底。鲁萨尔卡周庆祝活动的一个共同特点是在该周结束时的驱逐或埋葬鲁萨尔卡的仪式，这种表演在俄罗斯、白俄罗斯和乌克兰一直保留至20世纪30年代。

## 小说
- The novel Tigana by Guy Gavriel Kay features beings called riselka that are based on rusalki.
- The Rusalka trilogy of novels by C. J. Cherryh feature and revolve around a rusalka named Eveshka.
- Rusalka is an opera by Antonín Dvořák.
- Rusalka is an opera by Alexander Dargomyzhsky.
- The third tale "May Night, or the Drowned Maiden" from the short story collection Evenings on a Farm Near Dikanka by Nikolai Gogol.
- The video game Castlevania: Order of Ecclesia features a boss called "Rusalka", who attacks the player with water and giant waves.
- The video game Quest for Glory 4 features a "rusalka" who the player (only as Paladin) can choose to set her soul to rest by destroying the spirit of the man who murdered her (found out to be a miserly wraith guarding his treasure).
- One of Alexander Pushkin's short tragedies is titled "Rusalka". It features a young woman who, drowning herself after being jilted by her lover the prince, becomes the rusalkas' queen. The play is unfinished; the title was given by editors after Pushkin's death.

## 参见

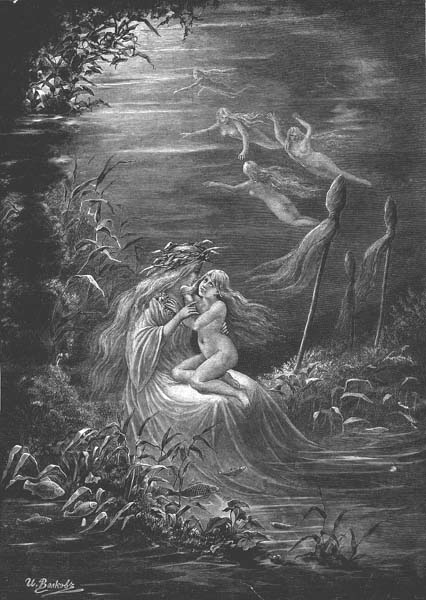
美人鱼和它的女儿（普希金诗插图）

## 参阅资料
1. ↑  Zelenin, D.K, cited in Ivanits, Linda J. . M.E. Sharpe. 1992: 76  [2014-02-08]. ISBN 0765630885. （原始内容存档于2017-03-31）.
2. ↑  芭芭拉，伊丽莎白·韦兰。舞蹈女神：民俗、考古和欧洲舞蹈起源.  W.W. Norton and Company, 2013, p. 18.
3. 1 2  芭芭拉，伊丽莎白·韦兰
4. ↑  鲁萨尔卡, "鲁萨尔卡 （页面存档备份，存于）," 乌克兰百科全书 （页面存档备份，存于）（多伦多：多伦多大学出版社，1993年）。
5. ↑  哈布斯，约翰娜. . 印第安纳大学出版社. 1993年: 29  [2014-02-08]. ISBN 0253115787. （原始内容存档于2020-11-06）.
6. ↑  Linda Ivanits,俄罗斯民间信仰, p 80